# Mike Wallace (homme politique)
Pour les articles homonymes, voir Mike Wallace et Wallace.
Michael L. Wallace (né le 3 septembre 1963) est un homme politique canadien de l'Ontario. Il est député fédéral conservateur de la circonscription ontarienne de Burlington de 2006 à 2015.

## Biographie
Né à Brockville en Ontario, Wallace étudie et obtient une majeure en sciences politiques à l'université de Guelph.

### Carrière politique
Wallace entre en politique comme conseiller municipal de Burlington en 1994. Représentant le secteur sud-est de la ville, il est réélu en 1997, 2000 et 2003.
Candidat conservateur dans la circonscription fédérale de Burlington, il est défait par la députée sortante libérale de longue date, Paddy Torsney, en 2004. Élu en 2006, il est réélu en 2008 et 2011, il est défait en 2015.